# Koax-kollineár
A koax-kollineár egy olyan antennatípus, amely koaxiális kábelből készül. A kollineáris sugárzók nagy családjába tartozik.
Az antenna első eleme a koaxiális kábel köpenyéből visszahajtott negyedhullámú ellensúly.
Ezt követi egy félhullámú koaxiális kábeldarab, melynek a köpenye csatlakozik a tápkábel belső eréhez, a belső ere pedig a visszahajtott ellensúlyhoz.
Ennek a félhullámú kábeldarabnak a másik végéhez szintén csatlakozik egy félhullámú koaxiális kábeldarab, oly módon, hogy a kábeldarab köpenye az előző kábeldarab belső eréhez, a belső ere pedig a köpenyéhez kapcsolódik. Ez t követheti több ilyen kábeldarab, és a legutolsó kábeldarabon a külső eret összekötjük a belső érrel.

## A Koax-kollineár antenna megvalósítása
Koax-kollineár antennát a következő módon készíthetünk:
1. Egy koaxiális kábelből vágunk 0.5kλ méretű darabokat. A rövidítési tényező meghatározásához itt nem az antennáknál használt módszert alkalmazzuk, hanem azzal az értékkel számolunk, ami az adott koaxiális kábelhez meg van adva. Ez az érték szerepel a koaxiális kábel adatlapján, de sokszor magára a kábelre is rányomtatják. Némely kábelen %-os érték van megadva, pl. 66%, ilyenkor a k értéke 0.66.
2. A tápkábel végén elkészítjük az ellensúlyt, mint ahogy azt az egyszerű koaxiális antennánál, csak itt nem hagyjuk meg a hosszú belső eret.
3. Készítünk egy 0.25λ méretű darabot, ez lesz az első elem. Mivel a félhullámú darabok feszültségtáplálásúak, ez a darab végzi az illesztést. Ennek a köpenyét hozzáforrasztjuk a tápláló kábel bel belső eréhez, a belső eret pedig az ellensúlyhoz.
4. A negyedhullámú kábeldarab köpenyét hozzáforrasztjuk a következő elem belső eréhez, a belső eret pedig a következő darab köpenyéhez.
5. A többi kábeldarabot szintén így, a köpenyt a belső érhez, a belső eret a köpenyhez forrasztva.
6. Az utolsó kábeldarab végén a a belső eret és a köpenyt rövidre zárjuk.

Célszerű olyan koaxiális kábelből építeni, aminek a köpenye rézből van, mert más anyag nem forrasztható. Fontos, hogy mindig páratlan számú kábeldarabot használjunk.
Magát az antennát hozzáerősíthetjük PVC csőhöz vagy léchez, valamint kampót is tehetünk a végére, így egy magasabb pontra fel tudjuk akasztani, és függőlegesen lelógatva használhatjuk. Ha fémkampót használunk, ügyelni kell, hogy ne érjen hozzá a rövidzárhoz.

## A koax-kollineár működési elve
A negyedhullámú visszahajtott kábelköpeny biztosítja az antenna földelését, ezen jelenik meg az antenna elektromágneses tükörképe.
A koaxiális kábel árnyékoló köpenye itt sugárzóként működik, a kábel belső ere pedig késleltetővonalként.
A kábelköpeny által vett jel a késleltetővonalba kerül, a késleltetővonalból pedig egy újabb kábelköpenyre.
A másik kábelköpeny is vesz jelet és a késleltetővonalból érkező jel fázisban éri, így a két jel erőssége összeadódik.
Ez az összeadódás végigmegy egészen a talppontig.

## Gyakorlati felhasználása
Olcsó, és viszonylag egyszerűen elkészíthető, kevés számolással tervezhető antenna. Mindezek ellenére jól használható, nagy nyereségű körsugárzó készíthető ily módon.
Nagyon sok "emeletet" nem érdemes készíteni, mert jelentősen lecsökken az antenna sávszélessége. 5 – 7 elem a felső határ, ami még jól használható.
Ezt az antennatípust leginkább a rádióamatőrök használják, kitelepülésekhez kifejezetten előnyös, mivel feltekerve szállítható.